# Karin Fredriksson
Karin Susanna Fredriksson, född 4 september 1914 i Vika socken, Kopparbergs län, död 21 september 2001 i Stockholm, var en svensk författare och journalist.  Hon var Dala-Demokratens första kvinnliga medarbetare och den första anställda kvinnliga journalisten i LO:s fackförbundspress.

## Biografi
Karin Fredriksson var dotter till Vilhelm Fredriksson och Signe Johansson.   Hennes far hade varit sågverksarbetare men blev senare delägare i Lövåsens sågverk i Stora Skedvi socken. Tack vare ett kommunalt stipendium kunde Karin Fredriksson studera vid Brunnsviks folkhögskola 1934–1935. 1938 blev hon anställd som sjukvårdsbiträde vid Falu lasarett. Under den tiden väcktes hennes intresse för fackligt arbete. Samma år tog hon över föräldrahemmet i byn Lövåsen och där föddes hennes politiska engagemang. Ordföranden i socialdemokratiska arbetarekommunen lyckades övertala henne att bli Stora Skedvis platskorrespondent för Dala-Demokraten till en ersättning av tre öre raden.
Karin Fredriksson är gravsatt på Stora Skedvi kyrkogård.

### Journalistisk verksamhet
1943, under beredskapsåren, uppmanades Fredriksson att ta över Dala-Demokratens redaktion i Borlänge, som låg i tidningens viktigaste spridningsområde. Hon blev därmed tidningens första kvinnliga journalist och kom senare till huvudredaktionen i Falun där hon blev kvar till 1950. Under signaturen "Kajsa" redigerade hon bland annat kvinnosidan.
Från 1950 fram till sin pensionering 1976 var Fredriksson anställd på Skogsindustriarbetaren (Sia) och blev därmed första anställda kvinnliga journalisten i LO:s fackförbundspress. På Sia fungerade hon under många år som redaktionssekreterare. 1976 gick hon i pension.
Vägen till Sia:s redaktion gick via en stipendievecka på KF:s skola Vår Gård  där hon uppmanades att söka till tidningen Vi men fick nej. Tidningens kända journalist  Elly Jannes uppmanade henne då att söka till Sia. Tidningens redaktör Sigurd Klockare ville bredda och förnya tidningens innehåll med läsning för hela familjen. Som kvinnlig reporter fick Fredriksson ta hand om frågor kring hem och familj.
Karin Fredriksson  fick ansvar för hushållssidan och bevakade bland annat nytt från Hemmets forskningsinstitut. Ett av hennes första bidrag har titeln "Diska rätt, diska lätt, diska rent". Hon skrev även reportage som levandegjorde arbetarkvinnornas vardag. Hennes första reportage från 1950 "Träff vid fabriksporten" handlade om en familj där både mannen och kvinnan var skiftarbetare vid ett pappersbruk.
En fråga som Karin Fredriksson återkom till var löneskillnaden mellan män och kvinnor. En annan fråga som också speglar hennes sociala intresse var barntillsyn och hemarbetets organisering när kvinnorna efter kriget efterfrågades som arbetskraft.

### Litterär verksamhet
Karin Fredriksson gav ut två romaner på Bonniers förlag. 1960 debuterade hon med Tomas och Susanne och 1961 kom Kanske till hösten. Boken har drag av självbiografi med referenser till föräldragården och sjukvårdsarbetet. Hon skrev även noveller i många tidningar och bidrog till Skolöverstyrelsens satsning  Lättläst för vuxna med boken Vi kommer ifrån Maribor med illustrationer av Erik Prytz.